# روزماري هاريس
روزماري هاريس (بالإنجليزية: Rosemary Harris)‏ ممثلة بريطانية من مواليد 19 سبتمبر 1927. حاصلة على جائزة الغولدن غلوب 1978 لأفضل ممثلة في مسلسل درامي عن دورها في مسلسل المحرقة، كما حصلت على جائزة توني 1966 كأفضل ممثلة بارزة في مسرحية عن دورها في الأسد في الشتاء.

## روابط خارجية
- روزماري هاريس على موقع IMDb (الإنجليزية)
- روزماري هاريس على موقع ألو سيني (الفرنسية)
- روزماري هاريس على موقع ميوزك برينز (الإنجليزية)
- روزماري هاريس على موقع أول موفي (الإنجليزية)
- روزماري هاريس على موقع قاعدة بيانات برودواي على الإنترنت (الإنجليزية)
- روزماري هاريس على موقع قاعدة بيانات الأفلام السويدية (السويدية)
- روزماري هاريس على موقع إن إن دي بي (الإنجليزية)
- روزماري هاريس على موقع قاعدة بيانات الفيلم (الإنجليزية)
- روزماري هاريس على موقع كينوبويسك (الروسية)